# Уманська загальноосвітня школа №11
Уманська загальноосвітня школа І-ІІІ ступенів №11 імені Миколи Бажана Уманської міської ради Черкаської області — загальноосвітній заклад повної середньої освіти в місті Умань Черкаської області.

## Історія
Заснована у 1918 році як Перша українська гімназія імені Бориса Грінченка. У 1920 році реорганізована у семирічну трудову школу. З 1944 року школа розміщувалася у приміщенні дитячої бібліотеки. У 1954 році перейшла до новозбудованого приміщення. У 1956 році стала середньою. У 1984 році відкрито новий навчальний корпус. 1985 року школі присвоєно ім'я Миколи Бажана. У 1992 році школа реорганізована в Уманську загальноосвітню школу №11 імені Миколи Бажана, у 2004 році — Уманську загальноосвітню школу І-ІІІ ступенів №11 імені Миколи Бажана Уманської міської ради Черкаської області.

## Розташування
Школа розміщена у двох триповерхових будівлях. Розташована у спальному районі міста.

## Матеріально-технічна база
- Кількість класних кімнат — 52.
- Спеціалізовані кабінети — 2 інформатики, біології, 2 географії, фізики, хімії, 4 іноземної мови, майстерні.
- Робочі місця, обладнані ПК — 21.
- 2 інтерактивні комплекси.
- Спортивна зала.
- Їдальня.[3]

Школа обладнана системами водопостачання та водовідведення, автономною системою опалення.

## Педагогічні кадри
До складу кадрового педагогічного складу навчального закладу входить 73 вчителі та допоміжних педагогічних працівників, які представлені за такими кваліфікаційними категоріями:
- Заслужений вчитель — 1 особа.
- Вчитель-методист — 8 осіб.
- Старший учитель — 10 осіб.
- Вища категорія — 39 осіб.
- Перша категорія — 23 осіб
- Друга категорія — 17 осіб.
- Спеціаліст — 14 осіб.

## Навчально-виховний процес
У школі навчаються 1 337 учнів. Мова здійснення навчально-виховного процесу — українська. Як іноземні вивчаються англійська, німецька мови.

## Відомі випускники
- Бажан Микола Платонович — радянський культурний та партійний діяч.